# 锥连栎
锥连栎（学名：Quercus franchetii）是壳斗科栎属的植物。分布在泰国以及中国大陆的四川、云南等地，生长于海拔800米至2,600米的地区，一般生长在山地和云南松林下，目前尚未由人工引种栽培。